# Abu Dhabi Open 2025
Abu Dhabi Open 2025 a fost un turneu profesionist de tenis feminin care s-a jucat pe terenuri dure în aer liber. A fost cea de-a patra ediție a turneului ca eveniment WTA 500 din Circuitul WTA 2025. S-a desfășurat la Centrul Internațional de Tenis din Abu Dhabi, în perioada 3–9 februarie 2025.

## Campioni

### Simplu
Pentru mai multe informații consultați Abu Dhabi Open 2025 – Simplu

### Dublu
Pentru mai multe informații consultați Abu Dhabi Open 2025 – Dublu

## Puncte și premii în bani

### Distribuția punctelor
| Probă  | C   | F   | SF  | QF  | R16 | R32 | Q   | Q2  | Q1  |
| Simplu | 500 | 325 | 195 | 108 | 60  | 1   | 25  | 13  | 1   |
| Dublu  | 500 | 325 | 195 | 108 | 1   | N/A | N/A | N/A | N/A |

### Premii în bani
| Probă  | C         | F         | SF       | QF       | R16      | R32      | Q2      | Q1      |
| Simplu | 164.000 $ | 101.000 $ | 59.000 $ | 28.695 $ | 15.700 $ | 11.300 $ | 7.625 $ | 3.900 $ |
| Dublu* | 54.300 $  | 33.000 $  | 19.160 $ | 9.840 $  | 6.000 $  | N/A      | N/A     | N/A     |

*per echipă